# Lucien Lambert
Lucien Joseph Lambert (Seraing, 11 april 1907 - 29 april 1975) was een Belgisch senator.

## Levensloop
Aannemer van glaswerken, werd Lambert in 1952 gemeenteraadslid in Borgworm.
Van 1965 tot 1968 was hij socialistisch senator voor het arrondissement Hoei-Borgworm en van 1968 tot 1971 provinciaal senator voor de provincie Luik. 